# 가이후정
가이후정(海部町)은 도쿠시마현 남부에 위치했던 정이다.

## 역사
- 1955년 3월 31일 - 도모쿠정・가와니시촌이 합병해 성립하였다.
- 2006년 3월 31일 - 가이난정・시시쿠이정을 합병해 가이요정이 성립하였다. 동일 가이후정은 폐지되었다.

## 교통

#### 철도
- 시코쿠 여객철도
  - 무기선 - 가이후역
- 아사 해안 철도 아사토 선

#### 일반국도
- 국도 제55호선
- 국도 제193호선